# NBA 2016/17
Die NBA-Saison 2016/17 war die 71. Spielzeit der National Basketball Association. Die Hauptrunde („Regular Season“) begann am 25. Oktober 2016 in der Quicken Loans Arena, der Heimstätte der Cleveland Cavaliers, mit dem Spiel gegen die New York Knicks. Am 25. Dezember, dem Ersten Weihnachtsfeiertag, waren fünf Spiele angesetzt, darunter mit den Cleveland Cavaliers gegen die Golden State Warriors eine Neuauflage der Finals 2015 und 2016. Das All-Star Game fand am 19. Februar 2017 im Smoothie King Center in New Orleans statt. New Orleans war der Ausweichort, da die ursprüngliche Austragung in Charlotte von der NBA gestrichen wurde, als in North Carolina ein Gesetz verabschiedet wurde, das von vielen Seiten als „Anti-LGBT-Gesetz“ angesehen wird.  Die Hauptrunde endete am 12. April 2017, woraufhin ab dem 15. April 2017 die Playoffs ausgetragen wurden, in deren Finale sich die Golden State Warriors mit 4:1 gegen die Cleveland Cavaliers durchsetzten.

## Off-Season

### Karriereende
- Kobe Bryant, der bereits vor der Saison 2015/16 seinen Rücktritt verkündet hatte, beendete nach 20 Jahren für die Los Angeles Lakers seine Profilaufbahn.[4]
- Tim Duncan beendete nach 19 Jahren und 5 Titeln mit den San Antonio Spurs am 11. Juli 2016 seine Karriere.[5]
- Amar'e Stoudemire beendete am 26. Juli 2016 nach 14 Jahren seine Karriere in der NBA. Hierzu unterschrieb er einen symbolischen Vertrag bei den New York Knicks, um so als Mitglied dieser Mannschaft von der NBA-Bühne abtreten zu können. Er setzte seine Karriere in Israel fort.[6]
- Kevin Garnett beendete nach 21 Jahren und einem Titel am 23. September 2016 seine Karriere.[7]
- Ray Allen verkündete am 31. Oktober 2016 seinen endgültigen Rücktritt vom Profisport. Zuletzt spielte er im Jahre 2014 für die Miami Heat.[8]

### NBA-Draft
Der NBA-Draft 2016 fand am 23. Juni 2016 im Barclays Center in Brooklyn, New York statt.

### Spielerwechsel
- Am 22. Juni wechselte der ehemalige MVP Derrick Rose von den Chicago Bulls zu den New York Knicks. Die Bulls erhielten im Gegenzug Jerian Grant, Robin Lopez und José Calderón; außer Rose bekamen die Knicks Justin Holiday und Geld. Calderón wurde kurz danach zu den Los Angeles Lakers getauscht.
- Am 23. Juni erhielten Oklahoma City Thunder von Orlando Magic Victor Oladipo und Ersan Ilyasova für Serge Ibaka.
- Ebenfalls am 23. Juni kam es zu einem 3-Teams-Tausch, infolge dessen Jeff Teague zu den Indiana Pacers wechselte, George Hill sich Utah Jazz anschloss. Atlanta Hawks bekamen den 12. Draft-Pick von den Jazz.
- Kevin Durant verließ Oklahoma City und unterschrieb einen Vertrag bei den zweifachen NBA-Finalisten und Meistern von 2015, Golden State Warriors. Kurz darauf verließ Harrison Barnes, der seine Position in der Starting Five an Durant verloren hätte, die Warriors und unterschrieb einen Vertrag bei Dallas Mavericks.
- Al Horford verließ als vertragsloser Spieler die Atlanta Hawks und unterschrieb ein neues Arbeitspapier bei den Boston Celtics.
- Rajon Rondo unterschrieb nach einer halben Saison bei den Sacramento Kings einen Vertrag bei den Chicago Bulls.
- Joakim Noah verließ die Chicago Bulls und wechselte zu den New York Knicks.
- Die beiden vertragslosen Spieler der New Orleans Pelicans, Eric Gordon und Ryan Anderson, wechselten zu den Houston Rockets.
- Kurz danach unterschrieb Dwight Howard, bis dahin ein Rocket, einen neuen Vertrag bei den Atlanta Hawks.
- Die Vize-Meister aus Golden State, die bereits vorher ihren Center Andrew Bogut zu den Dallas Mavericks gehen ließen, verpflichteten Zaza Pachulia, der vorher bei den Mavericks die Center-Position besetzte.
- Pau Gasol verließ Chicago und schloss sich den San Antonio Spurs an, die nach dem Karriere-Ende von Tim Duncan einen Big Man brauchten.
- Dwyane Wade unterschrieb nach 14 Saisons in Miami einen neuen Vertrag in seiner Heimatstadt Chicago.

## Hauptrunde („Regular Season“)
Die Regular Season begann am 25. Oktober 2016 mit dem Spiel des amtierenden Meisters Cleveland Cavaliers gegen die New York Knicks. Wenige Stunden später startete auch Vize-Meister Golden State Warriors gegen die San Antonio Spurs in die Saison.

### Endstände
DR = Divisionranking, CR = Conferenceranking, S = Siege, N = Niederlagen, PCT = prozentualer Sieganteil
| Eastern Conference |    |      |                     |    |    |       |
| Atlantic Division  |    |      |                     |    |    |       |
| DR                 | CR | Team | Team                | S  | N  | PCT   |
| 1                  | 1  |      | Boston Celtics      | 53 | 29 | 0.646 |
| 2                  | 3  |      | Toronto Raptors     | 51 | 31 | 0.622 |
| 3                  | 12 |      | New York Knicks     | 31 | 51 | 0.378 |
| 4                  | 14 |      | Philadelphia 76ers  | 28 | 54 | 0.341 |
| 5                  | 15 |      | Brooklyn Nets       | 20 | 62 | 0.244 |
| Central Division   |    |      |                     |    |    |       |
| DR                 | CR | Team | Team                | S  | N  | PCT   |
| 1                  | 2  |      | Cleveland Cavaliers | 51 | 31 | 0.622 |
| 2                  | 6  |      | Milwaukee Bucks     | 42 | 40 | 0.512 |
| 3                  | 7  |      | Indiana Pacers      | 42 | 40 | 0.512 |
| 4                  | 8  |      | Chicago Bulls       | 41 | 41 | 0.500 |
| 5                  | 10 |      | Detroit Pistons     | 37 | 45 | 0.451 |
| Southeast Division |    |      |                     |    |    |       |
| DR                 | CR | Team | Team                | S  | N  | PCT   |
| 1                  | 4  |      | Washington Wizards  | 49 | 33 | 0.598 |
| 2                  | 5  |      | Atlanta Hawks       | 43 | 39 | 0.524 |
| 3                  | 9  |      | Miami Heat          | 41 | 41 | 0.500 |
| 4                  | 11 |      | Charlotte Hornets   | 36 | 46 | 0.439 |
| 5                  | 13 |      | Orlando Magic       | 29 | 53 | 0.354 |

| Western Conference |    |      |                        |    |    |       |
| Northwest Division |    |      |                        |    |    |       |
| DR                 | CR | Team | Team                   | S  | N  | PCT   |
| 1                  | 5  |      | Utah Jazz              | 51 | 31 | 0.622 |
| 2                  | 6  |      | Oklahoma City Thunder  | 47 | 35 | 0.573 |
| 3                  | 8  |      | Portland Trail Blazers | 41 | 41 | 0.500 |
| 4                  | 9  |      | Denver Nuggets         | 40 | 42 | 0.488 |
| 5                  | 13 |      | Minnesota Timberwolves | 31 | 51 | 0.378 |
| Pacific Division   |    |      |                        |    |    |       |
| DR                 | CR | Team | Team                   | S  | N  | PCT   |
| 1                  | 1  |      | Golden State Warriors  | 67 | 15 | 0.817 |
| 2                  | 4  |      | Los Angeles Clippers   | 51 | 31 | 0.622 |
| 3                  | 12 |      | Sacramento Kings       | 32 | 50 | 0.390 |
| 4                  | 14 |      | Los Angeles Lakers     | 26 | 56 | 0.317 |
| 5                  | 15 |      | Phoenix Suns           | 24 | 58 | 0.293 |
| Southwest Division |    |      |                        |    |    |       |
| DR                 | CR | Team | Team                   | S  | N  | PCT   |
| 1                  | 2  |      | San Antonio Spurs      | 61 | 21 | 0.744 |
| 2                  | 3  |      | Houston Rockets        | 55 | 27 | 0.671 |
| 3                  | 7  |      | Memphis Grizzlies      | 43 | 39 | 0.524 |
| 4                  | 10 |      | New Orleans Pelicans   | 34 | 48 | 0.415 |
| 5                  | 11 |      | Dallas Mavericks       | 33 | 49 | 0.402 |

### Monatliche Auszeichnungen
Zu den Ausgezeichneten dieser regulären Saison gehörten:
| Monat    | Rookie (EAST)     | Rookie (WEST)   | Spieler (EAST)        | Spieler (WEST)             | Coach (EAST)   | Coach (WEST)   |
| -------- | ----------------- | --------------- | --------------------- | -------------------------- | -------------- | -------------- |
| November | Joel Embiid       | Jamal Murray    | LeBron James          | Russell Westbrook          | Tyronn Lue     | Steve Kerr     |
| Dezember | Joel Embiid       | Buddy Hield     | John Wall             | James Harden               | Dwane Casey    | Mike D’Antoni  |
| Januar   | Joel Embiid       | Marquese Chriss | Isaiah Thomas         | Stephen Curry Kevin Durant | Scott Brooks   | Steve Kerr     |
| Februar  | Dario Šarić       | Yogi Ferrell    | LeBron James          | Russell Westbrook          | Erik Spoelstra | Gregg Popovich |
| März     | Dario Šarić       | Buddy Hield     | Giannis Antetokounmpo | Damian Lillard             | Jason Kidd     | Terry Stotts   |
| April    | Willy Hernangómez | Tyler Ulis      | Paul George           | Chris Paul                 | Nate McMillan  | Doc Rivers     |

## Playoffs
Alle Play-off-Runden werden im Best-of-Seven-Modus gespielt.
|  | Erste Runde | Erste Runde            | Erste Runde           |                    |                       | Conference Semifinals | Conference Semifinals | Conference Semifinals |  |  | Conference Finals | Conference Finals | Conference Finals |  |  | NBA Finals | NBA Finals | NBA Finals |
|  |             |                        |                       |                    |                       |                       |                       |                       |  |  |                   |                   |                   |  |  |            |            |            |
|  | 1           | Boston Celtics         | 4                     |                    |                       |                       |                       |                       |  |  |                   |                   |                   |  |  |            |            |            |
|  | 8           | Chicago Bulls          | 2                     |                    |                       |                       |                       |                       |  |  |                   |                   |                   |  |  |            |            |            |
|  | 8           | Chicago Bulls          | 2                     | 1                  | Boston Celtics        | 4                     |                       |                       |  |  |                   |                   |                   |  |  |            |            |            |
|  |             |                        |                       | 1                  | Boston Celtics        | 4                     |                       |                       |  |  |                   |                   |                   |  |  |            |            |            |
|  |             |                        | 4                     | Washington Wizards | 3                     |                       |                       |                       |  |  |                   |                   |                   |  |  |            |            |            |
|  | 4           | Washington Wizards     | 4                     | Washington Wizards | 3                     | 4                     |                       |                       |  |  |                   |                   |                   |  |  |            |            |            |
|  | 4           | Washington Wizards     |                       |                    |                       | 4                     |                       |                       |  |  |                   |                   |                   |  |  |            |            |            |
|  | 5           | Atlanta Hawks          | 2                     |                    |                       |                       |                       |                       |  |  |                   |                   |                   |  |  |            |            |            |
|  | 5           | Atlanta Hawks          | 2                     | 1                  | Boston Celtics        | 1                     |                       |                       |  |  |                   |                   |                   |  |  |            |            |            |
|  |             |                        |                       | 1                  | Boston Celtics        | 1                     | Eastern Conference    |                       |  |  |                   |                   |                   |  |  |            |            |            |
|  |             | 2                      | Cleveland Cavaliers   | 4                  |                       |                       |                       |                       |  |  |                   |                   |                   |  |  |            |            |            |
|  | 2           | 2                      | Cleveland Cavaliers   | 4                  | Cleveland Cavaliers   | 4                     |                       |                       |  |  |                   |                   |                   |  |  |            |            |            |
|  | 2           |                        |                       |                    | Cleveland Cavaliers   | 4                     |                       |                       |  |  |                   |                   |                   |  |  |            |            |            |
|  | 7           | Indiana Pacers         | 0                     |                    |                       |                       |                       |                       |  |  |                   |                   |                   |  |  |            |            |            |
|  | 7           | Indiana Pacers         | 0                     | 2                  | Cleveland Cavaliers   | 4                     |                       |                       |  |  |                   |                   |                   |  |  |            |            |            |
|  |             |                        |                       | 2                  | Cleveland Cavaliers   | 4                     |                       |                       |  |  |                   |                   |                   |  |  |            |            |            |
|  |             |                        | 3                     | Toronto Raptors    | 0                     |                       |                       |                       |  |  |                   |                   |                   |  |  |            |            |            |
|  | 3           | Toronto Raptors        | 3                     | Toronto Raptors    | 0                     | 4                     |                       |                       |  |  |                   |                   |                   |  |  |            |            |            |
|  | 3           | Toronto Raptors        |                       |                    |                       |                       |                       |                       |  |  |                   |                   |                   |  |  |            |            |            |
|  | 6           | Milwaukee Bucks        | 2                     |                    |                       |                       |                       |                       |  |  |                   |                   |                   |  |  |            |            |            |
|  | 6           | Milwaukee Bucks        | 2                     | 2                  | Cleveland Cavaliers   | 1                     |                       |                       |  |  |                   |                   |                   |  |  |            |            |            |
|  |             |                        |                       |                    |                       |                       |                       |                       |  |  |                   |                   |                   |  |  |            |            |            |
|  |             | 1                      | Golden State Warriors | 4                  |                       |                       |                       |                       |  |  |                   |                   |                   |  |  |            |            |            |
|  | 1           | 1                      | Golden State Warriors | 4                  | Golden State Warriors | 4                     |                       |                       |  |  |                   |                   |                   |  |  |            |            |            |
|  | 1           |                        |                       |                    | Golden State Warriors | 4                     |                       |                       |  |  |                   |                   |                   |  |  |            |            |            |
|  | 8           | Portland Trail Blazers | 0                     |                    |                       |                       |                       |                       |  |  |                   |                   |                   |  |  |            |            |            |
|  | 8           | Portland Trail Blazers | 0                     | 1                  | Golden State Warriors | 4                     |                       |                       |  |  |                   |                   |                   |  |  |            |            |            |
|  |             |                        |                       | 1                  | Golden State Warriors | 4                     |                       |                       |  |  |                   |                   |                   |  |  |            |            |            |
|  |             |                        | 5                     | Utah Jazz          | 0                     |                       |                       |                       |  |  |                   |                   |                   |  |  |            |            |            |
|  | 4           | Los Angeles Clippers   | 5                     | Utah Jazz          | 0                     | 3                     |                       |                       |  |  |                   |                   |                   |  |  |            |            |            |
|  | 4           | Los Angeles Clippers   |                       |                    |                       | 3                     |                       |                       |  |  |                   |                   |                   |  |  |            |            |            |
|  | 5           | Utah Jazz              | 4                     |                    |                       |                       |                       |                       |  |  |                   |                   |                   |  |  |            |            |            |
|  | 5           | Utah Jazz              | 4                     | 1                  | Golden State Warriors | 4                     |                       |                       |  |  |                   |                   |                   |  |  |            |            |            |
|  |             |                        |                       | 1                  | Golden State Warriors | 4                     | Western Conference    |                       |  |  |                   |                   |                   |  |  |            |            |            |
|  |             | 2                      | San Antonio Spurs     | 0                  |                       |                       |                       |                       |  |  |                   |                   |                   |  |  |            |            |            |
|  | 2           | 2                      | San Antonio Spurs     | 0                  | San Antonio Spurs     | 4                     |                       |                       |  |  |                   |                   |                   |  |  |            |            |            |
|  | 2           |                        |                       |                    |                       |                       |                       |                       |  |  |                   |                   |                   |  |  |            |            |            |
|  | 7           | Memphis Grizzlies      | 2                     |                    |                       |                       |                       |                       |  |  |                   |                   |                   |  |  |            |            |            |
|  | 7           | Memphis Grizzlies      | 2                     | 2                  | San Antonio Spurs     | 4                     |                       |                       |  |  |                   |                   |                   |  |  |            |            |            |
|  |             |                        |                       | 2                  | San Antonio Spurs     | 4                     |                       |                       |  |  |                   |                   |                   |  |  |            |            |            |
|  |             |                        | 3                     | Houston Rockets    | 2                     |                       |                       |                       |  |  |                   |                   |                   |  |  |            |            |            |
|  | 3           | Houston Rockets        | 3                     | Houston Rockets    | 2                     | 4                     |                       |                       |  |  |                   |                   |                   |  |  |            |            |            |
|  | 3           | Houston Rockets        |                       |                    |                       |                       |                       |                       |  |  |                   |                   |                   |  |  |            |            |            |
|  | 6           | Oklahoma City Thunder  | 1                     |                    |                       |                       |                       |                       |  |  |                   |                   |                   |  |  |            |            |            |

## Saisonale Auszeichnungen
| - Most Valuable Player: Russell Westbrook, Oklahoma City Thunder - Defensive Player of the Year: Draymond Green, Golden State Warriors - Rookie of the Year: Malcolm Brogdon, Milwaukee Bucks | - Sixth Man of the Year: Eric Gordon, Houston Rockets - Most Improved Player: Giannis Antetokounmpo, Milwaukee Bucks - Coach of the Year: Mike D’Antoni, Houston Rockets |

| Position des Spielers | All-NBA First Team | All-NBA Second Team   | All-NBA Third Team | NBA All-Defensive First Team | NBA All-Defensive Second Team | All-NBA Rookie First Team | All-NBA Rookie Second Team |
| --------------------- | ------------------ | --------------------- | ------------------ | ---------------------------- | ----------------------------- | ------------------------- | -------------------------- |
| Forward               | LeBron James       | Giannis Antetokounmpo | Draymond Green     | Draymond Green               | André Roberson                | Dario Šarić               | Jaylen Brown               |
| Forward               | Kawhi Leonard      | Kevin Durant          | Jimmy Butler       | Kawhi Leonard                | Giannis Antetokounmpo         | Willy Hernangómez         | Marquese Chriss            |
| Center                | Anthony Davis      | Rudy Gobert           | DeAndre Jordan     | Rudy Gobert                  | Anthony Davis                 | Joel Embiid               | Brandon Ingram             |
| Guard                 | James Harden       | Stephen Curry         | John Wall          | Patrick Beverley             | Tony Allen                    | Malcolm Brogdon           | Jamal Murray               |
| Guard                 | Russell Westbrook  | Isaiah Thomas         | DeMar DeRozan      | Chris Paul                   | Danny Green                   | Buddy Hield               | Yogi Ferrell               |